# Agrotis malefida
Agrotis malefida là một loài bướm đêm trong họ Noctuidae.